# Tetsuo: The Iron Man
Tetsuo: The Iron Man (jap. 鉄男, dt. „der Eisenmann“) ist ein japanischer Cyberpunk-Film von Shin’ya Tsukamoto aus dem Jahr 1989. Da der Film Elemente von Cyberpunk und Body Horror miteinander verbindet, wird er oft gemeinsam mit dem Animefilm Akira genannt, der fast zeitgleich erschien.

## Handlung
Der Film beginnt mit einem Mann (Metall-Fetischist), der sich auf einem alten Industriegelände ein Stück Metall in den Körper implantiert. Dies geht jedoch schief, die Wunde wird von Maden befallen. Der Mann dreht durch und läuft wild durch die Gegend, bis er von einem Auto angefahren wird.
Ein Büroangestellter entdeckt morgens beim Rasieren ein Stück Metall in seiner Wange. Anschließend geht er zur Arbeit, wird jedoch auf dem Weg dorthin von einer Frau angegriffen, deren Hand aus Metall und Schläuchen besteht. Im Laufe der nächsten Stunden mutiert der Angestellte immer mehr zu einem Maschinenwesen. In einer grotesken Traumszene wächst ihm ein riesiger, sich drehender Metallpenis.
Traum-, Real- und Jagdszenen wechseln sich ab, bis er schließlich, komplett verwandelt, auf den Metall-Fetischisten trifft. Die beiden duellieren sich und verschmelzen anschließend. Gemeinsam wollen sie nun die Welt in eine Welt aus Metall und Rost verwandeln.

## Machart
Tetsuo – Iron Man ist ein japanischer Experimentalfilm, der in stilisiertem, kontrastreichen Schwarzweiß auf 16 mm gedreht wurde. Der Film enthält fast keine Dialoge, die Protagonisten bleiben namenlos. Der gesamte Film ist mit Industrialmusik von Chu Ishikawa durchsetzt, der sich von Einstürzende Neubauten und DAF inspirieren ließ. Die Kameraführung ist hektisch. Hauptdrehort war die Wohnung von Kei Fujiwara, wo der Film innerhalb von vier Monaten abgedreht wurde. Bei der Nachbearbeitung fiel dem Regisseur jedoch auf, dass ihm noch Szenen fehlten und so kam es zu einem 18-monatigen Nachdreh.
Inspiriert wurde Shin’ya Tsukamoto bei seinem dritten Film durch die frühen Werke von David Cronenberg und dessen Mutation des Fleisches, wie sie in Die Fliege oder Videodrome dargestellt wird.

## Rezeption
Der Film wurde von zahlreichen Kritikern gelobt und erreicht auf Rotten Tomatoes eine Wertung von 83 Prozent basierend auf 18 Fachkritiken, sowie eine Zustimmung von 76 Prozent (basierend auf über 10.000 Einezlbewertungen, Stand: Februar 2025).
Beim Streamingdienst Mubi erreicht Tetsuo: The Iron Man, basierend auf über 3.000 Bewertungen, 8 von 10 Sterne, woraus sich eine überdurchschnittlich hohen Zustimmung ablesen lässt.

## Auszeichnungen und Nominierungen
- 1989: Bester Film beim FantaFestival in Rom, wo die Erstausstrahlung stattfand.[3][6]
- 1998: Zuschauerpreis (Audience Award) beim Sweden Fantastic Film Festival.[6]

Bei folgenden Filmfestivals wurde Tetsuo: The Iron Man in der offiziellen Vorauswahl als Preisanwärter gelistet;
- 2012: Edinburgh International Film Festival
- 2018: Golden Horse Film Festival
- 2024: Internationales Filmfestival Karlovy Vary
- 2024: Filmfest München

## Fortsetzungen
- Tetsuo, The Iron Man ist der erste Teil einer dreiteiligen Filmserie.[3]
- der zweite Teil, Tetsuo II: Body Hammer erschien 1992.
- den dritten Teil, Tetsuo: The Bullet Man der 2010 veröffentlicht wurde, lobte unter anderem die Fachzeitschrift cinema für die gelungene, künstlerische Umsetzung mit einem begrenzten Budget.[8]